# Поноћ (песма)
Поноћ је фолк песма наменски написана и компонована за потребе српског филма Тома, који говори о животу и раду Томе Здравковића, певача и аутора нумера народне музике. Песму су отпевали у дуету Ацо Пејовић и Сузана Бранковић, уз инструменталну пратњу Оркестра Александра Софронијевића. Песма је званично објављена 13. септембра 2021. у поноћ на Јутјуб каналу Минакорд продукције.

## О песми

### Настанак
Музику и текст за ову песму написали су заједнички Жељко Јоксимовић и Предраг Живковић Тозовац. Аранжман је урадио сам Јоксимовић.
Песма је заправо настала на иницијативу Драгана Бјелогрлића, који је био корежисер, косценариста и копродуцент филма Тома. Наиме, Бјелогрлић је Јоксимовића, такође копродуцента филма, замолио да напише нумеру која би представљала никада снимљени дует Томе Здравковића са Силваном Арменулић и која би притом звучала старо. Јоксимовић је на почетку компоновања сам осмислио рефрен, а за остатак нумере је помоћ потражио од Тозовца, који је некада и сам писао песме за Арменулићку. Њих двојица су, захваљујући Тозовчевој супрузи Мими, песму заједнички довршили за два сата преко телефона, у време пандемије ковида 19. Тозовац је 6. априла 2021. преминуо управо од последица борбе са ковидом 19, тако да није дочекао ни излазак песме ни премијеру филма. Јоксимовић је поводом објављивања песме изјавио следеће: Желим да верујем да су и песма и филм наш поклон и наклон врсним уметницима попут Томе и Тозовца, који су нас задужили својом уметношћу и инспирисали нас на овакву музику. Лик Тозовца се појављује и у филму, а тумачи га Иван Зекић.

### Певачи
Нумеру су отпевали поп-фолк певач Ацо Пејовић и поп певачица Сузана Бранковић. Њих двоје су главним глумцима у филму и позајмили глас за потребе музичких деоница — Пејовић Милану Марићу у улози Томе Здравковића, а Бранковићка Тамари Драгичевић у улози Силване Арменулић.
Ацо Пејовић је изјавио да је од раније био велики поштовалац Здравковића и да има обичај да пред крај наступа увек отпева неколико његових песама.
Бранковићка се претходно махом бавила певањем пратећих вокала другим извођачима, међу којима су били и Јоксимовић и Пејовић. Широј јавности је била најпознатија као једна од чланица женске групе Beauty Queens, која је певала пратеће вокале Марији Шерифовић у песми Молитва, победничкој нумери Песме Евровизије 2007. године. Првобитно је било планирано да Силванине песме у филму отпева босанскохерцеговачка поп певачица Илма Карахмет, али је она била спречена због болести.

### Објављивање
Делове песме је још у другој половини августа 2021. могла да чује публика на 27. Сарајевском филмском фестивалу и на 56. Филмским сусретима у Нишу, где су приређене претпремијерне пројекције филма Тома. Цела песма је широј јавности постала доступна тачно у поноћ 13. септембра 2021, када је на сајту YouTube објављен спот, сачињен од исечака из филма. Премијеру пред београдском публиком филм је имао два дана касније у Сава центру, а од 16. септембра је кренуо и у редовну биоскопску дистрибуцију.

### Пријем међу слушаоцима
Песма је за прве две недеље доступности на Јутјубу сакупила близу три милиона прегледа.
Према наводима на веб-порталу дневног листа Курир, корисници друштвених мрежа су коментарисали да их Поноћ текстом или мелодијом подсећа на неколико старијих хитова народне музике: Мито, бекријо Василије Радојчић, А тебе нема Зорице Брунцлик, Плач без суза Наташе Владетић и Због тебе, моме убава Станише Стошића.